# Giuseppe Giannini
Pour les articles homonymes, voir giannini.
Giuseppe Giannini, né à Rome le 20 août 1964, est un footballeur italien, joueur emblématique du club de l'AS Rome, et aujourd'hui reconverti en entraîneur.

## Biographie

### Carrière de joueur
Giannini joue son premier match avec l'AS Rome le 31 janvier 1982 contre l'équipe de Cesena. Il rejoint le Sturm Graz lors de la saison 1996-1997.
Il dispute au total 318 matchs de championnat en Serie A, 79 matchs en Coupe d'Italie et 38 en Coupe d'Europe.
Giannini porte à 16 reprises le maillot de l'équipe nationale des moins de 21 ans et 47 fois celui de l'équipe nationale A. Il participe à la Coupe du monde 1990 avec l'équipe d'Italie.

### Carrière d'entraîneur
Le 4 juillet 2013, il est nommé sélectionneur de l'équipe du Liban pour une durée de deux ans. 

## Palmarès

### En club
- Champion d'Italie en 1983 avec l'AS Rome
- Vainqueur de la Coupe d'Italie en 1984, en 1986 et en 1991 avec l'AS Rome
- Vainqueur de la Coupe d'Autriche en 1997 avec le SK Sturm Graz
- Vainqueur de la Supercoupe d'Autriche en 1996 avec le SK Sturm Graz
- Finaliste de la Coupe de l'UEFA en 1991 avec l'AS Rome
- Vice-champion d'Italie en 1984 et en 1986 avec l'AS Rome
- Finaliste de la Coupe d'Italie en 1993 avec l'AS Rome

### EnÉquipe d'Italie
- 47 sélections et 6 buts en  entre 1987 et 1991
- Participation au Championnat d'Europe des Nations en 1988 (1/2 finaliste)
- Participation à la Coupe du Monde en 1990 (3e)